# Mesoxylion cylindricus
Mesoxylion cylindricus là một loài bọ cánh cứng trong họ Bostrichidae. Loài này được MacLeay miêu tả khoa học năm 1873.